# Corentin Prigent
Pour les articles homonymes, voir Prigent.
Corentin Prigent, né le 13 avril 1919 à Mespaul et Mort pour la France le 19 juin 1941 dans le Djebel Kelb en Syrie, est un militaire et résistant français, Compagnon de la Libération.

## Biographie

### Jeunesse et formation
Fils d'un maçon et d'une couturière, Corentin Prigent naît le 13 avril 1919 à Mespaul, dans le Finistère. Il est élève de l'école communale de son village puis d'un institut catholique de Fourqueux, dans les Yvelines avant de partir en Belgique pour y effectuer une partie de ses études secondaires. De retour en France, il étudie au lycée de Brest pour y préparer le concours d'entrée à l'école spéciale militaire de Saint-Cyr. Admis dans cette dernière au sein de la promotion "Amitié franco-britannique", il en sort parmi les premiers en mars 1940 et est affecté au 2e régiment d'infanterie coloniale (2e RIC) dont il rejoint le dépôt à Brest alors que le gros de l'unité est déjà positionné dans le Nord de la France.

### Seconde Guerre mondiale
Les hommes du dépôt du 2e RIC, n'ayant pas la possibilité de rejoindre le reste du régiment du fait de l'avancée allemande, embarquent pour l'Angleterre le 19 juin 1940 avant de partir le mois suivant pour l'Afrique où ils accostent en Gold Coast. Rejoignant la Côte d'Ivoire, Corentin Prigent s'engage dans les forces françaises libres et, après un passage au Cameroun, arrive à Brazzaville où il est affecté au Bataillon de marche no 1 (BM1). Après avoir participé à la campagne du Gabon à l'automne 1940, il retourne à Brazzaville avant d'être dirigé vers le Levant. Avec le BM1, il participe à la campagne de Syrie contre les troupes françaises restées fidèles au régime de Vichy. Le 19 juin 1941, près de Damas, alors que le BM1 tente depuis quatre jours de s'emparer du Djebel Kelb, Corentin Prigent est tué par une balle ennemie.
D'abord inhumé au cimetière militaire français de Damas, il est rapatrié en France en 1950 et réinhumé dans son village natal de Mespaul.

## Décorations
|  |  |  |

| Compagnon de la Libération Par décret du 4 juillet 1944 | Compagnon de la Libération Par décret du 4 juillet 1944 | Compagnon de la Libération Par décret du 4 juillet 1944 | Croix de guerre 1939-1945 | Croix de guerre 1939-1945 | Croix de guerre 1939-1945 | Médaille de la Résistance française Avec rosette | Médaille de la Résistance française Avec rosette | Médaille de la Résistance française Avec rosette |

## Hommages
- À Mespaul, un quartier résidentiel a été baptisé en son honneur[5]. Son nom figure également sur le Monument aux Morts de la commune[6].